# Noordbroeksterhamrik
Noordbroeksterhamrik is een buurtschap onder Noordbroek in de gemeente Midden-Groningen. Het dorp bestond al in de zestiende eeuw en vormt mogelijk de voortzetting van een middeleeuws veenontginningsdorp, wellicht Rommelskerken. De bebouwing bestond aanvankelijk uit een rij boerderijen langs het Lutjemaar, Oudemaar of de Cromme Rotmer. Mogelijk hebben er ook huizen langs de Hardeweg gestaan. Een van de boerderijen langs de huidige weg door Noordbroeksterhamrik heet 't Leger omdat hier volgens een overlevering ooit Spaanse troepen gelegerd waren. De naam Noertbroekerhemmerich wordt voor het eerst genoemd in 1548; hij betekent 'buitengebied' van Noordbroek.
Het kleidek dat de Dollard hier heeft afgezet, is tamelijk dun. Een perceel voormalig kloosterland dat nog dateert van voor de Dollardoverstromingen, stond bekend als Munnekeveen, rond 1900 vanwege de vorm als Biel en stoal ('bijl en steel'). De oudste polder werd beschermd door de Rechtewal, een planmatig aangelegde dijk die mogelijk dateert uit 1542. Een kade aan de noordkant - de Zijdwende - moest het veenwater uit de Siepsloot keren.
Noordbroeksterhamrik heeft nooit een eigen kerk gehad, zoals Scheemderhamrik (Nieuw-Scheemda), Midwolderhamrik (Nieuwolda) en Beertsterhamrik (Nieuw-Beerta). Wel vormde het sinds 1660 samen met Stootshorn en Korengarst een eigen kerspel met eigen dijkrechters. Voor belastingzaken en openbare orde bleef het echter één geheel met Noordbroek vormen. De oude dorpsschool bij de kerk viel vermoedelijk onder Noordbroeksterhamrik; in de kern van Noordbroek stond een tweede school met een eigen klokkentoren. Een dergelijke oplossing kwam vaker voor: ook andere polderdorpen (en later ook Muntendam) hadden al een eigen dorpsorganisatie met een eigen school voordat ze een kerk mochten bouwen.
In Noordbroeksterhamrik woonden vanouds veel doopsgezinden.